# Kosmassom
Kosmassom est une commune rurale située dans le département de Toécé de la province du Bazèga dans la région du Centre-Sud au Burkina Faso.

## Géographie
Kosmassom est situé à 1 km au Sud de Toécé. La commune est traversée par la route nationale 5.

## Santé et éducation
Le centre de soins le plus proche de Kosmassom est le centre de santé et de promotion sociale (CSPS) de Toécé.